# Egmont Kustannus
Egmont Kustannus Oy Ab, o semplicemente Egmont Kustannus, è una società internazionale del Gruppo Egmont con sede a Helsinki. Tra i principali prodotti della Egmont ci sono riviste a fumetti e di sport, oltre a libri e giochi per bambini.
La vecchia casa editrice Kustannus Oy Semic fa parte della Egmont Kustannus.

## Pubblicazioni (parziale)
- Asterix
- Barbie
- Batman
- Beyblade
- DC Spesiaali
- Death Note
- Digimon
- Elfquest
- Fushigi yûgi
- Hello Kitty
- Hellsing
- Hot Wheels
- Inuyasha
- Jonah Hex
- Ken Parker
- LEGO Bionicle
- Lucky Luke
- My Little Pony
- Nana
- Oh! My Goddess
- Pokémon
- Ranma ½
- Star Wars: Clone Wars
- StarCraft
- Tex Willer
- Titeuf
- V per Vendetta
- Warcraft
- Winx Club
- Witchblade
- World of Warcraft